# Igor Filippow
Igor Władimirowicz Filippow (ros. Игорь Владимирович Филиппов; ur. 19 marca 1991 w Wołgodońsku) – rosyjski siatkarz, grający na pozycji środkowego.

## Sukcesy klubowe
Puchar CEV:
- 2015
- 2021

Mistrzostwo Rosji:
- 2016, 2017, 2021
- 2015

## Sukcesy reprezentacyjne
Mistrzostwa Europy Kadetów:
- 2009

Mistrzostwa Europy Juniorów:
- 2010

Mistrzostwa Świata Juniorów:
- 2011[4]

Igrzyska Europejskie:
- 2015

Letnia Uniwersjada:
- 2015

Liga Narodów:
- 2018, 2019

## Nagrody indywidualne
- 2009: Najlepszy blokujący Mistrzostw Europy Kadetów
- 2010: MVP i najlepszy blokujący Mistrzostw Europy Juniorów
- 2011: Najlepszy blokujący Mistrzostw Świata Juniorów